# Hallische Händel-Ausgabe
La Hallische Händel-Ausgabe (Edizione Händel di Halle) è una raccolta multi-volume delle opere di Georg Friedrich Händel. È stata pubblicata nel 1950: inizialmente in aggiunta all'edizione HG, ma dal 1958 come una edizione a sé stante. L'abbreviazione "HHA" della collezione può essere utilizzata per identificare singole opere di Handel, ad esempio, il Messiah di Händel può essere definito come "HHA i/17" (con il numero romano "i" che designa la "serie 1"). Per l'uso pratico, la numerazione HHA delle opere di Händel è stata sostituita dal sistema di numerazione HWV.
Pubblicata dalla Georg Friedrich Händel Society, un'importante nuova edizione che comprende circa 128 volumi verrà pubblicata. Dovrebbe essere completata entro il 2023 nella seguente configurazione:
| Serie | Descrizione              | Volumi |
| ----- | ------------------------ | ------ |
| I     | Oratori e Grandi Cantate | 32     |
| II    | Opere                    | 41     |
| III   | Musica da chiesa         | 14     |
| IV    | Musica strumentale       | 19     |
| V     | Lavori vocali più corti  | 7      |
| VI    | Supplemento              | 6      |
| VII   | Manuale Händel           | 5      |